# 江のピコ
江のピコ（えのぴこ）とは、江ノ島電鉄・江ノ島駅前に設置された小鳥のオブジェ付きの車止め「ピコリーノ」の愛称である。ボランティアによって定期的に手編みの衣装が着せ替えられ、観光スポットになっている。

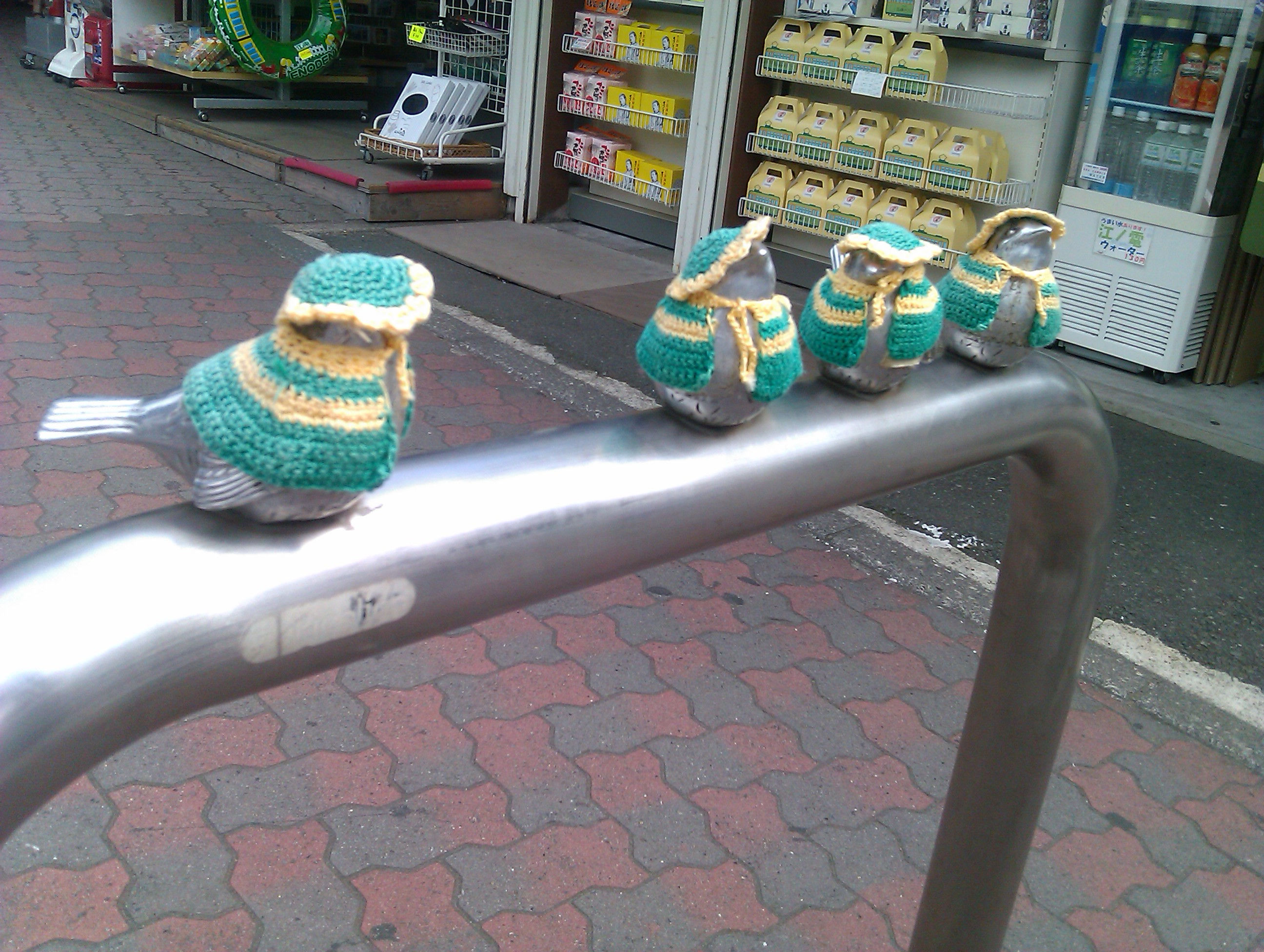
江ノ電カラーの江のピコ

## 概要
江ノ島駅に設置された車止めの小鳥のオブジェに、1999年冬、駅売店の女性従業員が「寒そうだから」と手編みの衣装を着せ始めた。毎月着せ替えられる小鳥のオブジェは次第に評判になり、雑誌やテレビなどでも紹介されるようになった。衣装づくりは女性従業員が2006年に定年退職したあとも続けられたが、2014年に体調を崩し、女性従業員の知人である駅近くの住人の女性に引き継がれた。
新しい衣装への着せ替えは毎月1日に行われる。作業を目撃した人の夢を壊さないよう、江ノ電の始発が来る前の早朝に実施している。

## ピコリーノ
ピコリーノは広島市のメーカーサンポールが開発したステンレス製の車止めである。同社が1980年代に車止め製作事業に参入したときに開発されたもので、公園の入り口などに設置された車止めに子どもがのぼって転落する事故を防ぐため、4羽の小鳥のオブジェがついている。割高であるにもかかわらずヒット商品となった。名前の由来はイタリア語のピコラ（piccola 小さいもの）による。
江ノ島駅前には2台設置されている。同社のカタログのピコリーノのページには江のピコが掲載されている。

## 編み物グランプリ

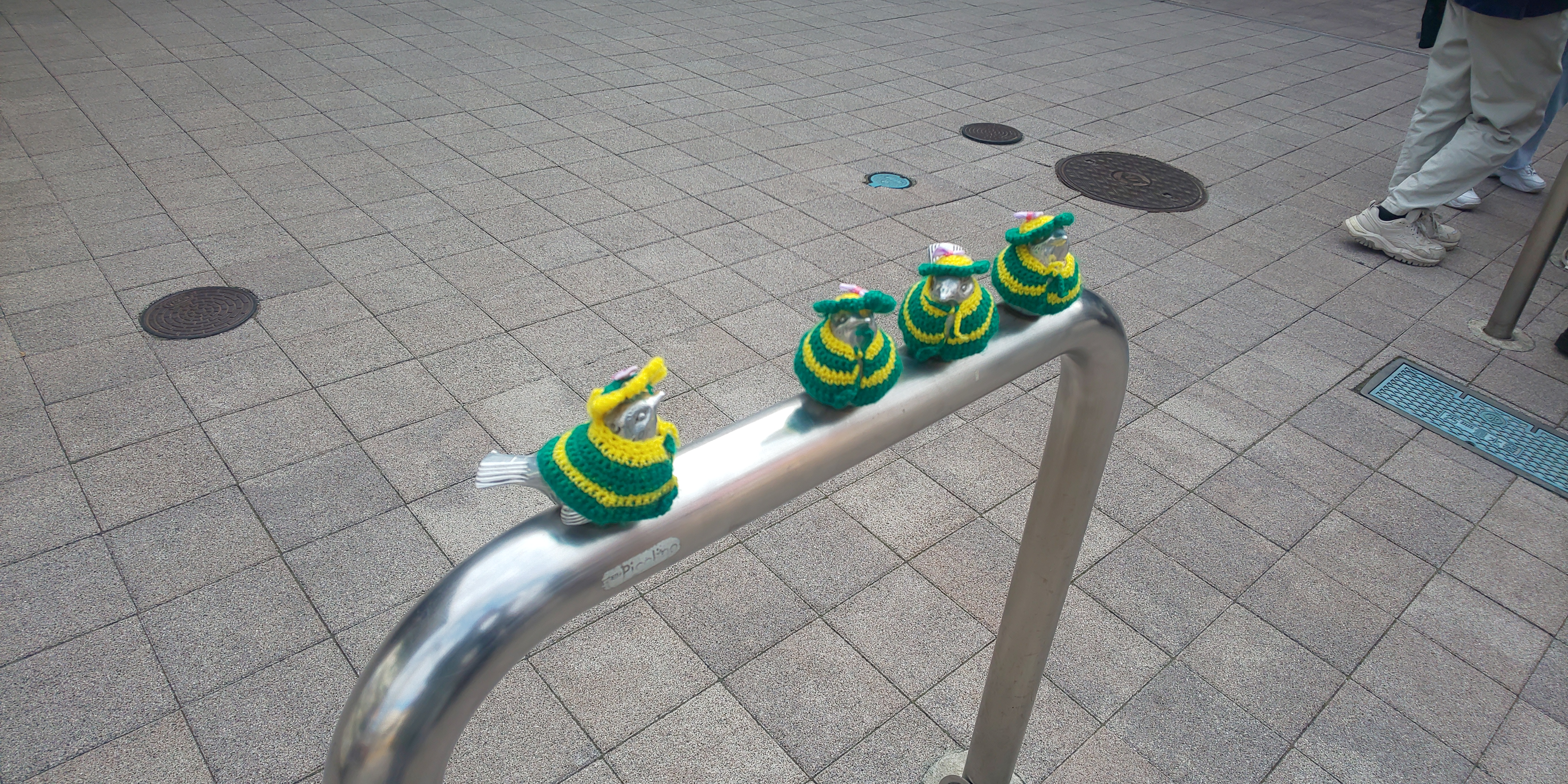
江のピコ編み物グランプリ作品を着用した江のピコ

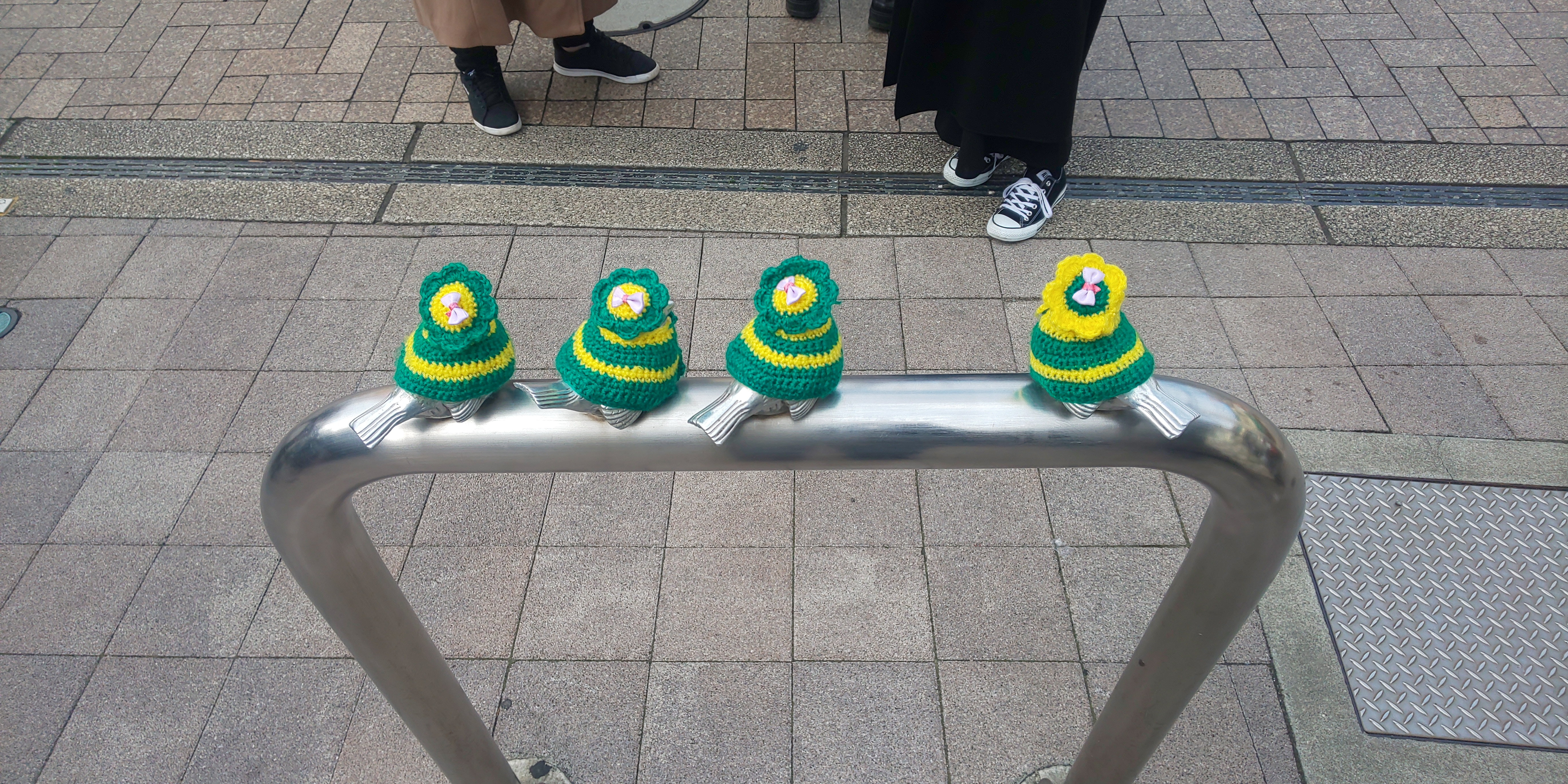
江のピコ編み物グランプリ作品を着用した江のピコ

高齢となったボランティア女性から衣装作成を引き継ぐため、近隣でカフェを経営する女性が江ノ電や藤沢市、サンポールなどの関係者に相談を持ちかけ、編み物コンクールの企画が生まれた。江ノ電開業120周年記念イベントの一環で、2022年に「江のピコ編み物グランプリ」が開催された。全国の約120人から131点の応募があり、31作品が一次審査を通過した。一般投票では31作品の写真パネルが江ノ島駅前に展示され、駅の利用者がシールで投票した。グランプリのほか、アート賞など13の入賞作品が選ばれ、11月25日に同駅で授賞式があり、グランプリの江ノ島駅長賞受賞作品が披露された。入賞作品はボランティアによって順次着せ替えられる予定である。

## 各地の事例
- 道の駅ウトナイ湖では、2015年4月末からピコリーノの着せ替えが行われている[9]。
- 川崎市の等々力陸上競技場近くのピコリーノは地域住民によって着せ替えられている[10]。
- 川崎市の夢見ヶ崎動物公園のピコリーノは定期的に着せ替えられている[11]。

## ギャラリー
- 撮影日:2015年8月12日
- 撮影日:2016年7月11日
- 撮影日:2017年2月1日
- 撮影日:2017年7月31日
- 撮影日:2019年12月24日
- 撮影日:2022年12月4日
- 撮影日:2022年12月4日